# Margarinbolaget AB
Margarinbolaget AB, tidigare Margarinfabrikanternas Försäljnings AB (MFA), var ett försäljningsbolag bildat 1926 av de sju då största icke-kooperativa margarinfabrikerna i Sverige Arboga margarinfabrik, Pellerins margarinfabrik i Göteborg, Mustad & Son i Mölndal, Agra i Stockholm, Margarinfabriken Svea i Kalmar, Vandenberghs i Sundbyberg och Margarinaktiebolaget Zenith i Malmö.
Sverige delades in i olika distrikt, där varje fabrik skulle leverera sina varor. Ett huvudkontor inrättades i Stockholm. De enskilda fabrikerna behöll sin självständighet men försäljning och distribution samordnades. Samtidigt samordnades varumärkena och margarinsorter som Runa, Tre Ess, Tre Rosor, Herrgårdsväxt, Riksväxt, Gloria-G och Vera infördes. År 1933 infördes restriktioner mot reklam som kunde förväxla margarin med smör, och Runa tvingades byta namn till Rona samtidigt som Herrgårdsväxt försvann. 
På 1950-talet ändrades namnet från Margarinfabrikernas Försäljnings AB till det enklare Margarinbolaget. Samtidigt lanserades nya varumärken, främst Milda. Senare tillkom nya margarinsorter som Linnea, Flora, Melba, Solo medan det gamla Tre Ess fick bli kvar.
1961 ombildades bolaget då Unilever och Pellerins margarinfabrik/Margarinfabriken Zenith blev ensamma ägare efter att ha köpt de mindre ägarna i bolaget. 1961 uppförde Unilever en stor margarinfabrik på Lidingö för företaget AB Liva Fabriker, då man slog ihop Unilevers Arboga margarinfabrik, Margarinfabriken Svea i Kalmar,  Agra i Stockholm och företaget Van den Bergh.
År 1977 övertog bolaget delägarna Aritmoskoncernen och Unilevers produktion. Från 1991 ingår Margarinbolaget i Unilever Sverige inom vilket 1993 Van den Berghs Food AB bildades.